# SingleStore
SingleStore (ранее — MemSQL) — проприетарная реляционная резидентная СУБД, допускающая распределение баз данных по нескольким узлам, поддерживает принципы ACID, язык SQL, для выполнения SQL-запросов осуществляет кодогенерацию в C++. Позиционируется как система класса NewSQL — сочетающая принципы горизонтальной масштабируемости NoSQL-систем и транзакционные свойства и функции классических реляционных СУБД.
Написана на C++, работает под управлением Linux для платформ x86-64. База данных хранится в оперативной памяти узлов в неблокирующих структурах (хеш-таблицах и списках с пропусками), поддерживается как классическое строчное, так и столбцовое хранение. Реализован синтаксис MySQL, дополнительно поддержаны тип JSON и пространственные типы и операции. Поддержано ведение журнала упреждающей записи, за счёт его применения на ведомых узлах реализована репликация (перенос с ведущего узла внесённых и изменённых данных).

## Компания
Продукт разрабатывается стартапом, основанным в 2011 году бывшими инженерами Facebook Эриком Френкелем и Никитой Шамгуновым при поддержке проекта Y Combinator. На первом раунде фирма получила финансирование более $5 млн от фондов First Round Capital, IA Ventures, NEA, а также от частных лиц: Пола Бакхайта, Макса Левчина, Арона Леви (англ. Aaron Levie) и Эштона Кутчера. 18 июня 2012 года вышла первая версия продукта. Сообщается об использовании СУБД такими заказчиками, как Comcast, Zynga, Verisign, Shutterstock. В начале 2014 года в рамках второго раунда фирма получила инвестиции в размере $35 млн. Изначальное название компании и основного продукта — MemSQL, с октября 2020 года — SingleStore.